# Hasht Bandi
Hasht Bandī (farsi هشت‌بندی) è una città dello shahrestān di Minab, circoscrizione di Tukahur, nella provincia di Hormozgan. Aveva, nel 2006, una popolazione di 3.009 abitanti. 